# Шишли
Шишли (тур. Şişli) је један од 39 округа који се налази у Истанбулу, највећем граду Турске. Шишли се налази на европској страни Истанбула и на северу и западу се граничи са округом Кагитхане (тур. Kâğıthane), на истоку се граничи са округом Бешикташ и на југу са округом Бејоглу (тур. Beyoğlu). Округ Шишли састоји се од 25 четврти. Шишли, иако нема обалу која излази на море, свакодневно својим културним и уметничким центрима, као и модерним пословним центрима привлачи пажњу туриста, али и локалних становника. Округ је основан је 01.06.1954.године законом који се наводи под бројем 6324. 

## Етимологија
Сматра се да је назив овог округа потекао од породице која се бавила прављењем ражњића и која је била позната под именом Ражњићи (тур. Şişçiler), која је живела у вили, која је позната као и  “Конак Шишлијевих (тур. Şişlilerin Konağı'na)”. Назив округа је остао до данас познат као Шишли.

## Историја
Сматра се да је прво насеље у округу настало још у 16. веку и да је било познато под именом Татавла (тур. Tatavla), данас се назива Куртулуш (тур. Kurtuluş). У време поморских освајања Сулејмана Величанственог (1520-1566), на овом простору су се насељавале занатлије, који су били затворени са острва која се налазе на Егејском и Средоземном мору. Временом су се у Татавлу и у околини насељавали странци који су долазили у Истанбул. 
Постојала су велика рурална подручја у Шишлију, где није било другог значајног насеља све до средине 1800-их година. У развоју овог округа велику улогу имала је мобилност коју су створиле војне касарне изграђене у 18. веку, као и насеље у Бејоглу. Латински Левантинци који су долазили из Европе такође су волели ова места, пошто је Османско царство дало право на власништво странцима реформама Танзимата из 1839. године. Једна од најважније диманике развоја Шишлија, свакако је било након великог пожара у Бејоглу 1870. Године, када су Левантинци и немуслимани остали без крова над главом и када су почеле да се зидају сграде око Харбија. Становници Шишлија у то време углавном су били Левантинци, Јермени, Грци и Јевреји. Немуслимани који су се населили у Шишлију, такође су доносили своју културу и друштвени живот. Тако су почеле да се развијају и друштвене структуре. Најпознатије су институције које доноси друштвени живот као што су: Кућа за помоћ Артигиана (тур. Artigiana Düşkünler Evi), Црква Светог духа (тур. Saint Esprit Kilisesi), Купатило Пангалти (тур. Pangaltı Hamamı), Јерменска гимназија Пангалти (тур. Pangaltı Ermeni Lisesi), Црква светог Димитрија (тур. aya Dimitri Kilisesi), Средња школа Михтаријан (тур. Mıhitaryan Lisesi). 
Важни политички процеси који су били у Османском царству су се одразили на округ. Давањем права на стицање приватне својине странцима према Танзимату султана Абдулмеџита (1839-1861) постављени су темељи округа данас познатог као „Тешвикије (тур. Teşvikiye)“. Ово насеље званично је регистровано на попису 1883. године. Један од најважнијих корака у динамици развоја овог округа било је насељавање досељеника, који су изгубили своје домове. Ово насеље, где су се, како пише у неким историјским подацима, људи окупљали како би јели дуд, се назива Меџидијекој (тур. Mecidiyeköy). Како је становништво расло, почела је да се убрзава изградња јавних зграда, а неке од јавних зграда које су се развиле у то време биле су: Мектебе-и Харбије (тур. Mekteb-i Harbiye) (1862. година), Дарулађезе (тур. Darülaceze) (1895. година) и болница Етфал (1898. година). Браћа Бомонти који су пореклом из Швајцарске, основали су пивару у Ферикоју (тур. Feriköy) 1890. године. 
Шишли је био један од модернијих округа Истанбула. Велика улога у развоју Шишлија били су транспорт, струја и гас и већ је 1913. године почео да ради трамвај. Шишли је био други округ у Истанбулу, који је куповао струју и гас. Почетком 20. века квартови у Шишлију, Нишанташи (тур. Nişantaşı) и Тешквије постали су најпознатији квартови Истанбула, пошто су се овде налазиле куће чланова палате и администратора. Пресељење палате прво у Долмабахче, а затим и у Јилдиз (тур. Yıldız), привукло је пажњу чланова династије и државних званичника за Нишанташи. Нишанташи се развијао као кварт вила и палата од 1860-70-их година, а станови су почели да се граде од 1910. Дуж улице Халаскаргази (тур. Halaskargazi), која је једна од улица које данас округу дају историјски карактер, све су учесталије куће и виле, а први станови се појављују у периоду 1910-1920. 
Пре одласка Мустафе Кемала Ататурка у Самсун, он је боравио у згради која је данас сачувана као Ататурков музеј (тур. Atatürk Müzesi). Развој Шишлија се непрекидно наставио на почетку Републике. Између 1930-их и 1940-их, најлуксузнији станови тог периода, од којих је већина преживела до данас, формирани су са обе стране главних улица округа, посебно у Халаскаргазију. Први план који је утицао на Шишли и дао округу правац развоја према западним димензијама било је према архитектама и планерима Агаче, Ламберта, Проста из Француске и Елгоца из Немачке, који су донели иновације у град са западним идејама. Планови које је припремио Прост донели су важне карактеристике округу Шишли, као и Истанбулу. У складу са Простовим планом, у овом периоду изведени су путеви са геометријском текстуром, вишеспратнице уз шумовите булеваре и уређење у Харбију (тур. Harbiye), Османбеју (тур. Osmanbey), Нишанташију и Мачки (тур. Maçka).
Педесетих година 20. века, започеле су веома битне промене за округ Шишли, а један од најважнијих промена свакако је био када је 1. јуна 1954. године, законом под брјем 6324. Шишли постао округ. До 1954. године, Шишли је био подокруг округа Бејоглу. Након 1960-те године подигнута су нова насеља, куће и фабрике. До 1970-те, овај округ је премашио број од 100.000 становника. Нова насеља су почела да се појављују на северу округа Хуријет (тур. Hürriyet), Орнектепе (тур. Örnektepe) и Челиктепе (тур. Çeliktepe). Шишли је 1970-их постао и центар куповине. Почели су да се отварају тржни центри и продавнице, а улице Халаскаргази, Румели и Валиконаги постале су најпопуларније трговачке четврти Истанбула. Касније се овом Овај развој је касније укључио и Меџидијекој, Гајретепе (тур. Gayrettepe) и Есентепе (тур. Esentepe). Станови који су коришћени као резиденције на страни улица Бујукдереу (тур. Büyükdere) и Јилдизу постепено су се претворили у радна места.  
Развој у округу Шишли настављен је и током 1980-их. Шишли, којем се до 1984. године управљало као огранком истанбулске општине,у оквиру Закона о локалној администрацији, који је усвојен за градске и окружне општине 1984. године и Шишли добија статус општине. Због тога што је Кагитхане проглашен дистриктом, број становника у Шишлију који је премашио пола милиона се преполовио. Данас је Шишли окружен на северу и западу са округом Кагитхане, на истоку са округом Бешикташ и на југу са округом Бејоглу Шишли, има 25 четврти дневно има 4-5 милиона становника.

## Географија
Шишли, који се налази на европској страни западно од Босфора, једног од најважнијих светских водених путева који повезује Црно море са Мраморним морем и одваја азијски од европског континента, налази се на северу проширење висоравни Бејоглу. Земљишта округа се простиру преко Меџидикоја / Зинџирликуји (тур. Zincirlikuyu) на северу до Саријера (тур. Sarıyer), укључујући регион Ајазага (тур. Ayazağa), и до Кагитхане на северозападу преко Хуријет-и Ебеди брда. Шишли се граничи са Саријером на северу, Бејоглуом на југу, Бешикташом на истоку и Кагитаном на западу. Регион је генерално стамбена и индустријска област. Земљиште је углавном глинасто и погодно за саобраћај у свим временским условима.

## Становништво
Број становника Шишлија је 284.294 према подацима из 2021. године. Према подацима ову популацију чини 138.611 мушкараца и 145.683 жена. Што је према процентима: 48,76% мушкараца и 51,24% жена.

## Квартови у Шишлију
У округу Шишли налази се 25 квартова.
- 19 Maј (тур. 19. Mayıs)
- Бозкурт (тур. Bozkurt)
- Џумхуријет (тур. Cumhuriyet)
- Дуатепе (тур. Duatepe)
- Ергенекон (тур. Ergenekon)
- Есентепе (тур. Esentepe)
- Ескишехир (тур. Eskişehir)
- Ферикој (тур. Feriköy)
- Фулја (тур. Fulya)
- Гулбахар (тур. Gülbahar)
- Халаскаргази (тур. Halaskargazi)
- Халиде Едип Адивар (тур. Halide Edip Adivar)
- Халил Рифат-паша
- Харбије (тур. Harbiye)
- Инону (тур. İnönü)
- Изетпаша (тур. İzztpaşa)
- Каптанпаша (тур. Kaptanpaşa)
- Куштепе (тур. Kuştepe)
- Махмут Шевкет-паша
- Меџидијекој (тур. Mecidiyeköy)
- Шишли (тур. Şişli)
- Мешрутијет (тур. Meşrutiyet)
- Паша
- Тешвикије (тур. Teşvikiye)
- Јајла (тур. Yayla)

## Култура
Места која се могу видети у оквиру овог историјски богатог округа су: Војни музеј, Ататурков музеј у улици Халаскаргази, џамија Тешвикије у округу Тешвикије коју је изградио Абдулмеџид 1854. године, фонтана Мачка, зграда Дарулаџезе, Ихлабиашıант, Липов павиљон и квартови као што су Тешвикије, Бомонти, једна од првих индустријских зона у граду, пивара Бомонти, прва фабрика за производњу пива у Турској која је започела производњу савременом техником производње пива, Бугарска канцеларија, античка пијаца у Ферикоју, статуа Абди Ипечки, џамија Шишли, парк Мачка, споменик Абиде-и Хурријет, који је амблем града, знаменитости Нишанташи, Тешвикије и Окмејдани и црква. Тржни центар Џевахир, који је други по величини тржни центар у Европи и осми по величини у свету, налази се у округу Шишли.
Округ Шишли је веома богат у погледу образовних институција. У оквиру округа налази се 14 установа предшколског образовања, 36 основних школа и 29 установа средњег образовања. Анадолска средња школа Нишанташи (бивша енглеска средња школа), Француска средња школа Нотре Даме де Сион, Анадолска средња школа Нишанташи Нури Акин, неке су од добрих средњих образовних институција у округу. Неки кампуси универзитета Мармара, Истанбул информације, Бејкент, Бахчешехир, Халич, Нишанташи и Окан, налазе се унутар граница округа. 
У оквиру округа постоје 2 државне болнице Шишли Етфал болница и болница за обуку и истраживање Окмејдан, 18 приватних болница, 201 апотека и 3 старачка дома. Болница Шишли Етфал је прва педијатријска болница у Турској и прва здравствена установа у којој се практикује модерно управљање болницом. Француска болница Лапе, једна од најстаријих здравствених установа у Шишлију, заједно са болницом Етфал, је прва модерна психијатријска болница у Турској. 